# Victoria Milescu
Victoria Milescu (n. 18 decembrie 1952, Brăila) este poetă și critic literar, publicând peste 50 de volume de poezie, traduceri și literatură pentru copii.

## Biografie
Născută la 18 decembrie 1952, în județul Brăila, Victoria Milescu face studiile liceale la Colegiul Național „Nicolae Bălcescu”, apoi Facultatea de Filologie la Universitatea din București (limbile română și engleză; studii postuniversitare). 
Activitatea profesională o începe din 1976, în calitatea de profesor de limba engleză; referent de specialitate la Compania Tarom, apoi la Departamentul Aviației Civile; redactor, publicist-comentator la cotidianul „Realitatea Românească” (secția Cultură); redactor la ziarul „Azi” (suplimentul cultural „Fețele culturii”); redactor-șef adj. la săptămânalul „Ecran Magazin”; redactor de rubrică  la revista lunară a Ministerului Culturii și Cultelor, „Universul cărții”; redactor de carte la Editura Scripta și redactor de carte la Editura Nemira.
Debutul literar are loc în anul 1978, cu un grupaj de versuri publicate în revista „Luceafărul”, iar cel editorial în anul 1988, prin concurs, concomitent în vol. „Prier” (Editura Cartea Românească, București, redactor Mircea Ciobanu) și în vol. „Argonauții II” (Editura Facla, Timișoara, redactor Eugen Dorcescu).
Victoria Milescu este inclusă în zeci de antologii de poezie, de critică literară și în dicționare; semnează cronici literare, versuri, interviuri cu tematică exclusiv culturală. Poeta Victoria Milescu a fost invitată la emisiuni de radio (Radio România Cultural; redactori: Titus Vâjeu, Dan Popovici, Dan Verona, Daniela Vasile, Teodora Stanciu, Raluca Rădulescu) și de televiziune (TVRM, redactori Marina Roman, Victorița Duțu, Carmen Fulger; DDTV, red. Mircea Micu, SIGMA, red. criticul Mircea Coloșenco; TRINITAS TV), în cadrul cărora s-a remarcat prin promovarea valorile naționale autentice. 
A fost invitată la emisiuni de radio și televiziune, membră în diverse jurii ale unor concursuri literare. A făcut parte din juriile festivalurilor de poezie: „Romeo și Julieta la Mizil”, „Agatha Grigorescu Bacovia” (Mizil), festivaluri de creație literară pentru copii de la Urziceni. Victoria Milescu a fost organizator și moderator al „Întîlnirilor cu scriitori” de la Biblioteca Metropolitană „Mihail Sadoveanu” din București (2009-2014).
Despre poezia sa, poetul Cezar Ivănescu scria în prefața cărții „Inimă de iepure”: 
„Expurgată de sentimentalism și pitoresc, poezia Victoriei Milescu reprezintă sunetul cel mai pur al unui lirism profund, în linia lui Montale, în care biograficul, drama existențială, în general, sunt inserate într-o vertiginoasă dramă cosmică...Nu în ultimul rând, aș vrea să amintesc aici acuratețea scriiturii: poeta pune în fiecare vers ceva definitiv, fiecare vers e pregătit cu infinită precizie, ritmul subtil și precipitat induce o stare de gravă urgență”.

## Listă de publicații

### Volume de autor

#### Poezie
- Welcome December/ Bun venit, Decembrie! (ed. bilingvă română-engleză, versiunea engleză aparținând autoarei, Editura Fiat Lux, 1994); reeditare, Editura eLiteratura, 2013;
- Șlefuitorul de lacrimi (Editura Eminescu, București, 1995); reeditare, Editura Biscara, 2019;
- Izbânda furată (Editura Albatros, București, 1995);
- Inimă de iepure (prefață de Cezar Ivănescu, Casa Editorială Odeon, București, 1998);
- Arleziana (postfață de Sultana Craia, Editura Eminescu, București, 2000);
- Zâmbet de tigru (Casa Editorială Odeon, București, 2001);
- Ecoul clipei (haiku, postfață de Bogdan I. Pascu, postcopertă Radu Cârneci, Casa Editorială Odeon, București, 2003);
- Roua cuvântului/ Szóharmat (haiku, ed. bilingvă română-maghiară, versiunea maghiară de Horváth Dezideriu, Editura Anamarol, București, 2008);
- Conspirații celeste (Prefață de Florentin Popescu, Editura DominoR, București, 2008);
- Bucuriile triste/ Gëzimet e trishtme (ed. bilingvă română-albaneză; prefață de Gelcu Maksutovici; traducere de Baki Ymeri, Editura Kriterion, Cluj-Napoca, 2009);
- Floarea vieții (ed. bilingvă română-georgiană; prefață de Zaira Samharadze; postcopertă de David Luca Kafiașvili; traducere de Zaira Samharadze, Editura RAWEXCOMS, București, 2010);
- Dreptatea învingătorului (Prefață de Gheorghe Istrate, Editura Rafet, Râmnicu Sărat, 2010);
- Vrabia albă (CD, poezii în lectura autoarei, Editura Fundației „Paul Polidor“, București, 2010);
- Fenomenele fără cauză (Editura Tipo Moldova, Iași, 2012);
- Sub steaua câinelui (prefață de Horia Gârbea, Editura Tracus Arte, ucurești, 2012);
- Existențele fastuoase (prefață de Octavian Soviany, Editura Semne, București, 2013);
- Cenușa verii/ Les cendres de l’été (ed. bilingvă română-franceză; traducere în limba franceză de Ion Roșioru și Paula Romanescu, eLiteratura, București, 2015);
- Feeding Illusions (ed. în limba engleză exclusiv, textul englez aparținând autoarei, eLiteratura, București, 2015);
- Raportul de aur/ La proportion d’or (ediție bilingvă română-franceză; Prefață/Préface: Linda Bastide; traducere în limba franceză de Paula Romanescu și Elisabeta Bogățan, Editura Poètes à vos plumes, 2015, Paris);
- Deriva sentimentelor (prefață de Nicolae Georgescu, Editura Betta, București, 2016);
- Strada Lăcustei ((Editura eLiteratura, București, Postcopertă de Constantin Cubleșan și Marin Iancu, 2017);
- Porția de existență (Editura eLiteratura, București, prefață de Lucian Gruia, 2018);
- Biografie cu păsări (Editura eLiteratura, București, cu ilustrațiile pictorului Tudor Meiloiu, 2019);
- Șlefuitorul de lacrimi (Editura Biscara, 2019);
- Încă liberă (Editura Biscara, 2020);
- Planeta stă acasă (Editura Neuma, 2022);
- Citind și scriind (Editura Sud, Bolintin Vale, 2023);
- Rapsodiile soarelui (Editura Neuma, 2023);
- Nu stârniți câinii (Editura Bifrost, 2024).

#### Antologii
- Láthatatlan láng: kétnyelvü lírai antológia = Flacăra nevăzută: antologie lirică bilingvă (ed. bilingvă română-maghiară, versiunea maghiară de Horváth Dezideriu, Casa Editorială Odeon, București, 2007);
- 101 Poeme (Editura Biodova, București, 2009, col. „Ideal”);
- Fenomenele fără cauză (antologie, Editura TipoMoldova, Iași, 2011, col. „Opera omnia – poezie contemporană”, coordonator serie Valeriu Stancu);
- Cununa de flăcări (antologie, eLiteratura, București, 2014);
- O sută și una de poezii (Editura Academiei, București, 2020);
- Efemer și perpetuu (Editura eLiteratura, București, 2024);
- Life as a Free Woman. Poems (traducere de Vasile Poenaru – carte publicată în seria „Romanian Poetry around the World”, 2024).

#### Varia
- Din Caucaz în Carpați. Zaira Samharadze în dialog cu Victoria Milescu (Editura RAWEXCOMS, București, 2011);
- "Despre cum nu am ratat o literatură grozavă", coord. de Angela Baciu; cu Norman Manea, Constantin Abăluță, Ana Blandiana, Leo Butnaru, Ion Pop, Gellu Dorian, Nora Iuga, Mihail Gălățanu, Adrian Popescu, Adrian Alui Gheorghe, Cristian W. Schenk, Cristina Rhea, Dan Manuca, Theodor Codreanu, Șerban Codrin, Ioana Pârvulescu, Paulina Popa, Lucian Vasiliu, Ștefan Ion Ghilimescu, Vasile Baghiu, Adrian Munteanu, Victoria Milescu, Cassian Maria Spiridon, Mihaela Albu, Liviu Antonesei, Nina Cassian, George Astaloș, Constantin Ciopraga, Dan Alexandru Condeescu, Emil Iordache, Cezar Ivănescu, Emil Manu, Fănuș Neagu, Cornel Regman, Ion Rotaru, Mircea Sântimbreanu, Radu G. Țeposu, Laurențiu Ulici, Mircea Zaciu; Ed. Limes, 2014;
- Cronicile Sudului (cronici literare, Editura Sud, 2019);
- Lecturi diurne. Cronici literare (eLiteratura, 2020)

#### Cărți pentru copii
- Cartea cu surprize; Cine l-a salvat pe Murdărel? (Editura Scripta, București, 1995);
- Abecedar-ghicitoare; Dicționar-ghicitoare (Editura Teora, București, 1998);
- Lacrima de cristal; Găsește rima (Casa Editorială Odeon, București, 2000);
- Animalele mele dragi (Editura Flamingo GD, 2006);
- Animale de la zoo (Editura Flamingo GD, 2007);
- Povești și poezii de Crăciun (Editura Flamingo GD, 2008);
- 365 de povești minunate (Editura Flamingo GD, 2010);
- Degețica - carte de colorat (Editura Flamingo GD, 2011);
- Rime pentru un copil ca tine (Editura Biscara, 2022).

## Traduceri
- Cartea junglei; de Joseph Rudyard Kipling, repovestită de G.C. Barret (Editura Flamingo GD, București, 1994);
- Povestiri de Crăciun (Editura Flamingo GD, București, 2004);
- Aventurile lui Azorică (Editura Flamingo GD, București, 2004);
- Iepurele cel lăudăros: povestiri cu animale (Editura Flamingo GD, București, 2004);
- Bandiți, gangsteri și mafie: Rusia, Statele Baltice și CSI, după anul 1992; de Martin McCauley (Editura All, București, 2006);
- Exploratorii; Corpul uman - atlas (Editura Flamingo GD, București, 2006);
- Vrăjitorul din Oz (Editura Flamingo GD, București, 2006)
- Animalele lumii: Carte - Puzzle: 6 planșe cu câte 48 de piese; de Garry Fleming (Editura Flamingo GD, București, 2006);
- Aventurile lui Robin Hood: Povești clasice; de  Walker J. Mcspadden (Editura Flamingo GD, București, 2006);
- Pinocchio; de Carlo Collodi (Editura Flamingo GD, București, 2006);
- seria de basme scrise și ilustrate de australianca Shirley Barber: Curcubeul magic; Pădurea vrăjită; Povești înainte de culcare; Brățara magică; Alfabetul zânelor; În lumea zânelor; Povestea unei sirene; Prințesa Sirenă și Regele Caracatiță (Editura Flamingo GD, 2007, 2008);
- Seria de basme scrise de  Frații Grimm (Editura Flamingo GD, București, 2007) - Rumpelstiltskin, Rapunzel, Broscoiul fermecat, Croitorașul cel viteaz,  Albă ca Zăpada;
- Seria de basme scrise și ilustrate de australianca Shirley Barber (Editura Flamingo GD, 2007) - Povești de noapte-bună: șapte povești magice, Zâna dințișorului: o călătorie magică, Povestea unei sirene, Al șaptelea unicorn, Curcubeul Magic. În căutarea aurului fermecat, Înainte de culcare: Povești pentru cei mici, O vizită în Țara Zânelor: Poveste cu zâne, Brățara magică: Poveste de dragoste cu zâne, Pădurea vrăjită: Nuntă în Ținutul fermecat, Bucătăreasa zânelor: povestea iepuroaicei Martha B. Rabbit, Prințesa Sirenă și Regele Caracatiță, Povestea unei sirene;
- Povești cu vrăjitori din toată lumea (Editura Flamingo GD, București, 2007);
- Cenușăreasa (Editura Flamingo GD, București, 2008);
- Cartea mea cu povești de noapte bună (Editura Flamingo GD, București, 2008);
- Efecte secundare: moartea; dezvăluiri din interiorul industriei farmaceutice; de John Virapen (Editura Flamingo GD, București, 2010);
- Călătoriile lui Vincas în jurul lumii; de Brigita Jovaišienė (Editura Flamingo GD, București, 2011),
- Origami pentru copii: Pajiștea; 20 de modele; 58 de foi colorate (Editura Flamingo GD, București, 2011);
- Origami cu dinozauri: 20 de modele; 58 de foi colorate (Editura Flamingo GD, București, 2011);
- Călătoriți cu origami: 20 de modele de origami; 45 de foi colorate (Editura Flamingo GD, București, 2012);
- Animale din România + 210 abțibilduri (Editura Flamingo GD, București, 2012);
- Origami cu animale; de Liliana Fabisinska (Editura Flamingo GD, București, 2012);
- Cuiburi de animale + 206 abțibilduri (Editura Flamingo GD, București, 2012);

## Prezență în antologii de poezie
- Prier (volum colectiv de debut, Ed. Cartea Românească, București, 1988) (17 autori);
- Argonauții - II (volum colectiv de debut, Ed. Facla 1988) (Ionel Bota, Valentina Caluser, Victoria Milescu, Ioan Palici, Gh. Pruncut, Emilian Rosculescu);
- Poezia pădurii (Radu Cârneci, Editura Orion, București, 1998);
- Icoana mamei (George Chirilă, Editura Amurg Sentimental, București, 1999);
- O antologie a poetelor din România (Editura Muzeul Literaturii Române, București, 2000);
- Lumini către Eminescu (Editura Amurg Sentimental, București, 2000);
- Cinegetica (Radu Cârneci, Editura Orion, vol. 1, București, 2003);
- Cupolă de veac (Mihail. I. Vlad, Editura Macarie, Târgoviște, 2003);
- De la cuvinte la necuvinte, 50 de poeți români contemporani (ed. bilingvă română-maghiară, traducere de Horvath Dezideriu, Editura Contrast, București, 2005);
- Râsu’- plânsu’ lui Nichita Stănescu, texte despre, vol. 2 (Editura Fundației Culturale Ideea Europeană, București, 2005);
- Murmurul vocilor (antologie plurilingvă de Ioan Țepelea și Virgil Bulat, Editura Cogito, Oradea, 2007);
- Antologia Festivalului Internațional ,,Nopțile de poezie de la Curtea de Argeș“, Poesys 11. Soarele și Luna (Carolina Ilica, Dumitru M. Ion, Editura Academiei Internaționale Orient-Occident, București, 2007);
- Al cincilea patriarh - Prea Fericitul Teoctist în câteva «gânduri», evocări și documente (Editura Intermundus, București, 2007); Au contribuit: Calinic Argatu, Ioan Solomon, Mariana Gurza, Adrian Botez, Corneliu Leu, Constantin Rosu Pucu (Noua Zeelanda), Ion Marin Almajan, Dan Brudascu, Victoria Milescu, Titus Filipas, Viorel Roman (Germania), Ioan Barbu, Dan Ghelase, Ion Coja, Pr. Gheorghe Naghi (SUA), Aurelia Lapusan, Tudor Pacuraru, Maria Cobianu - Bacanu, Gheorghe Seitan s.a.
- Voices of Contemporary Romanian Poets (English version by Dan Brudașcu, Editura Sedan, Cluj-Napoca, 2007);
- Voices of Contemporary Romanian Poets (Antologie engleză-coreeană, versiunea engleză de Dan Brudașcu, versiunea coreeană de Youngsuk Park, Suwon, Korea, 2008);
- Scrisorile Mioriței, vol. 2 (Elisabeth Păunescu, Editura Fundația Culturală ,,Elisabeta“, 2008);
- Noul Orfeu, antologie de poezie română de azi, ARP (on line, 2008);
- Antologie poetică albano-română, Frumusețea frumuseților/ Bukuria e bukurive (versiunea albaneză de Baki Ymeri, Editura DominoR, București, 2008);
- Doamnele poeziei/ The ladies of poetry/ Les dames de la poesie (antologie trilingvă, română/ engleză/ franceză, Editura Anamarol, București, 2008);
- Memoria punctelor cardinale (Mihai Antonescu, Ed. Rora, 2009);
- Timpul poeziei / Time of poetry. Poete contemporane / Contemporary Poetesses (antologie bilingvă / bilingual Anthology, antologie română-engleză, Romanian-English Anthology, traduceri de / translated into English by Victoria Milescu, prefață de / preface by Radu Voinescu, București, Casa Editorială Odeon, 2009);
- Antologia sonetului românesc, vol. 3 (Editura Muzeul Național al Literaturii Române, București, 2009);
- Antologie română de haiku, Când greierii tac (Editura Societății Scriitorilor Români, București, 2010);
- Antologie 101 Poeme  (Vasile Căpățână, „Colecția Ideal”, Editura Biodova, București, 2010);
- Artă sfâșiată. Antologie de poezie. Poeți contemporani – 73 (Valentina Becart, Editura Arhip Art, Sibiu, 2011);
- Antologia premiilor literare Naji Naaman, Prix Litteraires/ Premios literarios 2012, ed. a X-a, Liban, FCG Naji Naaman’s Foundation for Gratis Culture;
- Meridiane lirice. Antologie universală a poeziei românești contemporane, 124 poeți contemporani (Editura Armonii culturale, Adjud, 2012);
- Antologiile tematice în limba engleză publicate de Brian Wrixon: War and Peace, The Wind of Change, Tripping on Words, Survivor’s Guide to Bedlam, All God’s Creatures, A Poet’s View of Being (Canada, 2012);
- Caietele Blaga (Festivalul Internațional „Lucian Blaga”, Editura ALTIP, Alba Iulia, 2012);
- Toamna la Apollon (Antologie de poezie și proză, Concursul internațional de creație literară  „Vis de toamnă”, Editura Anca, Urziceni, 2013);
- Dicționarul personalităților din România, Biografii contemporane, Romanian Who’s Who (ONG Eco- Europa, Redacția Romanian Biographic Institute, Editura Anima, 2009, 2010, 2011, 2012);
- Dicționarul scriitorilor brăileni (Editura Proilavia, 2010);
- Literatura română. Dicționarul autorilor români contemporani (Alina Kristinka și Carmen Cătunescu, Editura Arial, Ploiești, 2013);
- Antologia scriitorilor români contemporani din întreaga lume/ L’Antologia degli scrittori romeni contemporanei del mondo intero (Ligya Diaconescu, ed. bilingvă română-italiană, Starpress, 2014);
- Poeți români slăvind  dumnezeirea (Elena Armenescu, Editura Mirabilis,  București, 2014);
- Simbioze lirice, vol. 4 (Elena Rodica Lupu, Editura Anamarol, București, 2014);
- Simbioze lirice, vol. 8 (Elena Rodica Lupu, Editura Anamarol, București, 2014);
- Metafore fără frontiere/ Metafore senza confine (antologie bilingvă română-italiană, Editura Inspirescu, Satu Mare, 2014);
- Poemele limbii române (Vasile Căpățână, Asociația culturală ,,Ideal“, Societatea Culturală ,,Apollon“, Editura Biodova, Colecția ,,Ideal“, 2014);
- … „Noi suntem iarăși trecutu…(Florian Copcea, Editura Lumina, Șimian, Caraș Severin, 2014);
- Anthologie de poesie roumaine, Poets, vos papiers! (version francaise Paula Romanescu, TipoMoldova, Iași, 2014);
- Antologie de poezie română contemporană/ Anthologie de poésie roumaine contemporaine/ Contemporary Romanian Poetry Anthology/ Anthologie der heutigen rumänischen dichtung, vol. 2, col. Opera omnia, TipoMoldova, Iași, 2014);
- Sonet. Antologie Românească. Partea a IV-a (Florian Chelu Madeva, Editura Ritmus, Oradea, 2014);
- O sacoșă cu cărți: critică literară (Gheorghe Stroe, eLiteratura, 2014);
- Poeme creștine românești (Vasile Căpățână, Editura Biodova, București, 2014);
- Antologia scriitorilor români contemporani din întreaga lume/ Antologia de scriptores rumanos contemporaneous de todo el mundo (antologie română-spaniolă, Ligya Diaconescu, Starpress, Râmnicu Vâlcea, 2015);
- Boema 33 (Antologie de poezie și proză, vol. X, București, 2015);
- Simplitatea risipirii (Ziua Mondială a Poeziei, Editura Ex Ponto, Constanța, 2015);
- Conviețuiri. Antologie de poezie contemporană (Prefață de Aureliu Goci, Editura Betta, București, 2016);
- Biblioteca revistei ,,Convorbiri literare’’. Antologie 2015, ,,Convorbiri literare“, Iași, 2016;
- Simfonia poeziei (antologie multilingvă, coord. Rodica Elena Lupu, Editura Anamarol, București, 2016);
- Antologie literară brăileană (Editura Pim, col. Cărțile Chirei, Iași, 2016);
- Tastes of Danube/Gusturile Dunării. International Anthology of Danube Writers/ Antologie Internațională a scriitorilor danubieni (Eurobit Publishing House, Timișoara, 2016);
- Anotimpul iubirii/ Stina e dashurise (antologie poetică română-albaneză, traducere în lb. albaneză de Baki Ymeri, Editura Amanda, Sinaia, 2016);
- On The Wallaby Track. A Journey  Across Memories. (Anthology of Contemporary Poetry and Prose. 28 writers from Romania and Australia,  2017);
- Ce stradă e asta? (Antologie  coordonată de Horia Gârbea, Filiala București Poezie a Uniunii Scriitorilor din România, Editura Neuma, Cluj-Napoca, 2017);
- 33 de poeți români contemporani (Vasile Poenaru, Editura eLiteratura, București, 2017);
- Carmen. Antologie lirică, vol. XVII (Rodica Elena Lupu, Editura Anamarol, 2017);
- Poeme haiku de iubire (Antologie română coordonată de Valentin Nicolițov, Editura Societății Scriitorilor Români, București, 2018);
- Poezia Războiului de Reîntregire a Neamului și a Marii Uniri (Antologie de Marin Iancu, Editura Anamarol, 2018);
- Șlefuitorii de cuvinte, vol. I, O antologie a poeților români contemporani, Stan Brebenel, Editura Teocora, Buzău, 2018);
- Between Dusk & Dawn. 38 Romanian and Australian Perspectives. Anthology of Contemporary Poetry and Prose (Editori: Mihaela Cristescu și SE Crawford, 2018);
- Poetical Bridges/Poduri lirice, vol. 2 (Translated and edited by Valentina Teclici, ediție română-engleză, 24 de poeți români și 24 de poeți din Noua Zeelandă, 2018);
- „Și într-un ceas gândești la viața toată” (Antologie îngrijită de Florian Copcea, Editura Grafix, Craiova, 2018);
- București dincolo de timp. București – Unire – Unitate (Antologia Filialei București-Poezie a Uniunii Scriitorilor din România, Editura Neuma, Cluj-Napoca, 2018);
- Din universul poeziei române actuale/ Șimdiki römen șiirinin evreninden (Antologie bilingvă română-turcă, traducere în limba turcă de Marian Ilie, Editura Betta, 2018);
- Universul poeziei. Din creația poeților români în viață/ Șiir Evreni. Yașayan romanyali șairler seckisi (49 autori) (Editor Osman Bozkurt, traducere Kerem Kalkanci &Marian Ilie, Editura Husar, Istanbul, Turcia, 2019);
- Gocce di Memoria. Antologia Poetica (V Edizione, Anno 2018/19, Sezione A, Tema libero, Associazione Culturale Onlus, Poiesis, Taranto, Italia);
- Poesys 23 (Plurilingv 1) (Antologia Festivalului Internațional „Nopțile de Poezie de la Curtea de Argeș”, Editura Academiei Internaționale Orient-Occident, 2019);
- 41 Arguments avant la lettre (The Fourth Romanian/ Australian Anthology. Contemporary Poetry&Prose; editors: Mihaela Cristescu, SE Crawford, 2019);
- Mișcarea Mondială Pentru Poezie/  World Poetry Movement (Antologie multilingvă/Anthology in multi languages, Libris Editorial, 2019).

## Prezență în cărți de critică
- Carte de citire (Paul Silvestru, Editura Paideia, București, 2002);
- Millenium (Biblioteca județeană ,,V. Voiculescu“, Buzău, 2002);
- Banca de metafore. Cronici succinte (Victor Sterom, Biblioteca Sinteze Literare, Ploiești, 2002);
- Despre starea poeziei (Ștefania Mincu, Editura Pontica, Constanța, 2003);
- Atelierele poeziei (Mircea A. Diaconu, Editura Ideea Europeană, București, 2005);
- Lecturi despre cărțile confraților (critică literară, Miron Tic, Editura Amurg Sentimental, București, 2008);
- Eu v-am citit pe toți, vol. 2 (Florentin Popescu, Ed. Bibliotheca, Târgoviște, 2009);
- Alb pe negru. Cronici. Pagini de (ne)critică literară, ed. a II-a revăzută și adăugită (Melania Cuc, Editura Nico, Târgu Mureș, 2011)
- Însemnări în podul palmei (Emil Lungeanu, Editura Rafet, Râmnicu Sărat, 2011);
- Recensa rediviva (Dumitru Anghel, Editura Zeit, Brăila, 2011);
- Afinități selective (Ioan Adam, Editura Bibliotheca, Târgoviște, 2012);
- Poeți, după plac: (începând cu Nichita) (Lucian Gruia, ,,Victoria Milescu – Stele duble“, p.91; Editura Rafet, Râmnicu Sărat, 2013);
- Aventura lecturii. Poezie română contemporană (Mioara Bahna, Editura Pim, Iași, 2013);
- Românul a rămas poet? (Liviu Grăsoiu, Editura Bibliotheca, Târgoviște, 2013);
- Mitul lui Narcis. Studii și cronici literare (Lucian Gruia, Editura Limes, Cluj-Napoca, 2014);
- Sensuri (Mioara Bahna, ,,O bucureșteancă din Brăila, Victoria Milescu“, Editura Junimea, Iași, 2014);
- Constelația tăcerii. Sub semnul trandafirului (Vasile Ghinea, Editura Rafet, Râmnicu Sărat, 2014);
- Am cunoscut câțiva contemporani (Eliza Roha, Editura Betta, București, 2014);
- O samă de scriitori (Dumitru Anghel, Editura Istros a Muzeului Brăilei, Brăila, 2014);
- Lecturile unui insomniac. Cronici literare (Lucian Gruia, ,,Victoria Milescu – Cununa de flăcări“, Editura Betta, București, 2015);
- Întâmpinarea cărților. Echilibru și contraste, metamorfoze și metafore în cronici literare (Aureliu Goci, ,,Victoria Milescu, Cununa de flăcări“, p. 106, Editura Betta, 2015);
- Lecturi estivale (Eliza Roha, Editura Betta, 2015, București, ,,Victoria Milescu – neîntrecută poetă a contemporaneității și existențele fastuoase“, pp. 66-72);
- Ora lecturii (Lucian Gruia, ,,Patru direcții de cercetare ale poeziei Victoriei Milescu“, p. 86, Editura Betta, București, 2015);
- Dintre sute de femei...- prezențe feminine în scrisul românesc actual (Mioara Bahna, ,,Fragmente de cotidian – Victoria Milescu: Sub steaua câinelui“, Editura TipoMoldova, Iași, col. Opera Omnia, Publicistică și eseu contemporan, 2016);
- Scaunul electric doi (Nicolae Dan Fruntelată, ,,Vrabia albă“, Editura RAWEXCOMS, București, 2016);
- Poezia de toate zilele (Constantin Cubleșan, ,,Victoria Milescu“, Editura Limes, Cluj-Napoca, 2017);
- Caravana poeților. Critică literară (Ioan Vasiu, ,,Victoria Milescu – poeta care scrie cu singurătatea pe umăr“, Editura eLiteratura, București, 2017);
- Cartea din cărți (Passionaria Stoicescu, ,,Un joc asumat – de-a viața, de-a Poezia“, Editura Carminis, Pitești, 2017);
- Oameni și cărți, vol. I (Ion Brad, „O poetă și criticii săi”, Editura Anamarol, București, 2017);
- Călătorie în lumea cărților (Ion C. Ștefan, ,,Victoria Milescu, Sensibilitate lirică și gândire filosofică“, Editura Arefeana, București, 2017);
- Arta tăcerii (Vasile Ghinea. Sub zodia plăcutului util, „Alpha Canis Majoris”, Editura Rafet, Râmnicu Sărat, 2017);
- Am mai citit câțiva contemporani (Eliza Roha, Editura Betta, București, 2017);
- Scaunul electric trei (Nicolae Dan Fruntelată, „Canonul melanholiei”, Editura Betta, București, 2018);
- Ispita lecturii (Nicolae Georgescu, „Poezia ca pătrundere în cauze”, Editura Betta, București, 2018);
- Lecturi nocturne (Eliza Roha, „Prin melancolia amintirilor cu Victoria Milescu”, Editura Betta, București, 2018);
- Întâlniri empatice (Cezarina Adamescu, cronici despre volumele „Floarea vieții”, „Existențele fastuoase”, „Deriva sentimentelor”, „Dreptatea învingătorului”, Editura InfoRapArt, Galați, 2018);
- Dispuneri literare bucureștene (Ionel Necula, Editura StudIS, Iași, 2018);
- Trasee paralele. Cronici literare (Cleopatra Luca, Editura Astralis, București, 2018);
- Prin labirintul cărților (Eliza Roha, „O poezie superioară a trăirilor intime ale femeii”, Editura Betta, București, 2019)
- Poezia românească de la Dosoftei la Nichita Stănescu (Aureliu Goci, capitolul Poezia feminină, „Victoria Milescu  – anxietatea urbană și absurdul ființei”, Editura Academiei Române, București, 2019)

## Prezență în dicționare și alte cărți
- Personalia, dicționar biobibliografic (Axenia Hogea, Editura Ex Ponto, Constanța, 2000);
- Poezia română între milenii, dicționar de autori (Geo Vasile, Editura Dacia, Cluj-Napoca, 2002);
- Who’s Who în România (Pegasus Press, 2002);
- O istorie a literaturii pentru copii și adolescenți (Iuliu Rațiu, Editura Biblioteca Bucureștilor, 2003);
- Dicționarul general al literaturii române (Academia Romană, Editura Univers Enciclopedic, București, București, 2005);
- Scrijelind pe nisipurile Universului: Documentar biobibliografic la 65 de ani (3 aprilie 1945 - 3 aprilie 2010), Editura RAWEXCOMS, 2010;
- Dicționarul scriitorilor români de azi (din România, Basarabia, Bucovina de Nord, Banatul sârbesc, Europa Occidentală, Israel, America) de Boris Crăciun și Daniela Crăciun-Costin, Editura Porțile Orientului, Iași, 2011);
- Dicționarul personalităților din România, Biografii contemporane, Romanian Who’s Who (ONG Eco- Europa, Redacția Romanian Biographic Institute, Editura Anima, 2009, 2010, 2011, 2012);
- Dicționarul scriitorilor brăileni (Editura Proilavia, Brăila, 2010);
- Enciclopedia Academiei Dacoromâne (ed. a II-a, vol. 3, Editura Dacoromania, București, 2013);
- Almanahul copiilor 2014 (Carmen Iordăchescu, Editura Carminis, Pitești, 2014);
- Calendarul  scriitorilor români, vol. 3 (Ion Lazu, TipoMoldova, Iași, Opera omnia, dicționar, 2014);
- Doamne, ce doamne!, vol. 2 (Maruca Pivniceru, Interviuri cu...., Editura SemnE, București, 2015);
- Almanah Sintagme Literare” (Geo Galetaru, Silvia Bitere,  Editura Eurostampa, Timișoara, 2015);
- Un dicționar al scriitorilor români contemporani, vol. III (coord.  Ioan Holban,  col. Opera Omnia, TipoMoldova, Iași, 2016);
- Almanah „Sintagme literare” (Editura Eurostampa, Timișoara, 2016);
- Doamne ale scrisului românesc la început de secol XXI (coord. Ligya Diaconescu, Editura Olimpias, 2016);
- Lumina cuvintelor (Gheorghe Postelnicu, Editura Sfera, Bârlad, 2017, Interviu acordat de Victoria Milescu);
- Festivalul Internațional de Poezie, București (Antologie, 14-20 mai, 2018, ediția a IX-a);
- De mic am fost mare – Călătorii pe ulița copilăriei (Romanița Maria Ștențel, Interviu acordat de Victoria Milescu, Editura Rawexcoms, București, 2018);
- În dialog cu inima (Interviuri cu scriitori români contemporani, vol. 4, Gheorghe A. Stroia, Interviu acordat de Victoria Milescu, Editura Armonii Culturale, Adjud, 2018);
- Sub semnul confesiunii (Rodica Lăzărescu, Interviu acordat de Victoria Milescu, Editura Semne, București, 2019);
- Lacrima Anei (Acad. Gheorghe Păun, Col. „Biblioteca revistei Curtea de la Argeș”, Editura Tiparg, Pitești, 2019)

## Redactor de carte
- Pahomi, Carmen - Lacrima lunii (Editura Scripta, 1996);
- George Chirilă - Într-o barcă de fildeș (Editura Scripta, 1996);

Victoria Milescu a publicat poezii, interviuri și cronici în: ,,Luceafărul“, ,,România literară‘‘, SLAST, ,,Flacăra‘‘, ,,Contemporanul-Ideea Europeană‘‘, ,,Viața Armatei‘‘, ,,Viața Românească‘‘, ,,Revista Sud“, ,,Lumea-magazin“, ,,Poesis“ (Satu Mare), ,,Unu“ (Oradea), ,,Ardealul literar și artistic“ (Deva), ,,Ateneu“ (Bacău), ,,Orizont“ (Timișoara), ,,Vatra“ (Târgu Mureș), ,,Semne-Emia“ (Deva), ,,Porto-Franco“ (Galați), ,,Poezia“ (Iași), ,,Convorbiri literare“ (Iași), ,,Pro Saeculum‘‘, ,,Oglinda literară“, ,,Lector“ (Focșani), ,,Sinteze prahovene‘‘, ,,Esteu“ (Ploiești), ,,Argeșul“(Pitești), ,,Citadela“ (Cerașu, Prahova), ,,Dor de Dor“ (Călărași), ,,Lamura (Craiova), ,,Albanezul/ Shqiptari“, ,,Miorița noastră“ (SUA), ,,Mihai Eminescu“ (Australia), ,,Balada“ (Germania), ,,Limba română“ (Republica Moldova), ,,Roman Pays“ (Belgia), ,,Kultura“ (Albania) etc.

## Afilieri
- Membră în Uniunea Scriitorilor din România, Filiala București, Poezie, din 1995;
- Membră PEN Club România
- Membră a Asociației UNESCO ,,Iulia Hasdeu‘‘;
- Membră ASLA, Oradea;
- Interferențe culturale, București etc.

## Premii
- Premiul Revistei ,,Luceafărul“ la Festivalul-concurs interjudețean de poezie ,,Ovid Densușianu“, Deva, 1983;
- Premiul Special al Juriului la Concursul literar ,,Măiastra“, București-Otopeni, 1983;
- Premiul Revistei ,,Ateneu“ la Festivalul de poezie ,,George Coșbuc“, Bistrița, l984;
- Premiul III la concursul ,,Zilele literaturii pentru copii și tineret“, Bușteni, 1987;
- Premiul III la Concursul interjudețean de creație literară ,,Afirmarea“, Satu Mare, 1987
- Premiul Revistei ,,Contemporanul“ la  Festivalul ,,Lucian Blaga“, Sebeș-Alba, l987;
- Premiul Revistei ,,Cronica“, la Concursul de creație literară și interpretare a poeziei eminesciene ,,Porni Luceafărul“, Botoșani, 1988;
- Premiul I la Concursul republican de poezie, București, 1989;
- Diplomă pentru merite artistice și culturale la ,,Zilele Culturii Române“, Săvârșin, 1999;
- Diplomă în calitate de mentor spiritual al orizontului literar ,,Amurg Sentimental“, București, 2000;
- Premiul ,,Iulia Hașdeu“ la Concursul Național de Creație al Scriitoarelor din România, București, 2001;
- Diplomă pentru cartea ,,Arleziana“ la Târgul de carte AMPLUS International Ltd., București, 2001;
- Diplomă de Onoare la Festivalul Internațional de Poezie ,,Emia“, Deva, 2001;
- Honorary membership of International Association of Paradoxism, University of New Mexico, 2001;
- Premiul Special de Poezie pentru vol. ,,Arleziana“ la Salonul Internațional de Carte, Oradea, 2001;
- Certificate of Participation at 27th Annual Congress of the American-Romanian Academy of Arts and Sciences, Oradea, 2002
- Certificate of Participation, Festivalul Internațional de Poezie ,,Emia“, Deva, 2002;
- Premiul Special de Poezie pentru vol. ,,Zâmbet de tigru“, Academia de Științe, Literatură și Arte, Oradea, 2002;
- Diploma de Onoare ,,Ovidius“ la Salonul Național de Carte, Constanța, 2002;
- Mențiune la Concursul de haiku ,,Ad Visum‘‘, Vișeul de Sus, 2006;
- Diploma de gratitudine a revistei ,,Sud“, 2007;
- Diploma de Dor a revistei ,,Dor de Dor“, Călărași, 2007;
- Diploma de onoare la Festivalul Internațional ,,Nopțile de poezie de la Curtea de Argeș“, 2007;
- Distincția de Excelență, Târgul de Carte, Focșani, 2008;
- Diploma de onoare și titlul onorific de ,,Omul zilei“ pentru sprijinul și contribuția personală la realizarea la nivel național a Proiectului Biografic  * * * * Contemporan Dicționarul personalităților din România, Eco-Europa, Romanian Biographic Institute, 2009;
- Premiul pentru Poezie pentru vol. "Conspirații celeste") al Asociației Internaționale a Scriitorilor și Oamenilor de Artă Români – LITERART – XXI și al revistei ORIGINI – ROMANIAN ROOTS, pe anii 2008-2009;
- Marele Premiu al Festivalului ,,Titel Constantinescu“, Râmnicu Sărat, 2010;
- Premiul II la Concursul Național de Literatură ,,Agatha Grigorescu Bacovia“, Mizil, 2010;
- Marele Premiu ,,George Ranetti“ (secțiunea Poezie), Mizil, 2011;
- Premiul III la Festivalul Internațional ,,Lucian Blaga“ (Sebeș, Alba, 2011);
- Diplomă de excelență pentru prodigioasa activitate desfășurată în domeniul creației spirituale, la Festivalul internațional de poezie, artă contemporană și muzică din Elveția, ,,Art to Be Human“, Brusti-Switzerland, 2011;
- Diplomă de excelență pentru întreaga activitate și promovarea valorilor culturale în slujba neamului românesc acordată de Asociația Culturală Română ,,Ideal“, Chișinău-București, 2011;
- Diploma ,,Nichita Stănescu“ pentru promovarea culturii naționale românești, la ,,Zilele Nichita Stănescu“, ediția a VI-a, 2012, Urziceni;
- Naji Naaman’s Literary Prize (Creativity Prize), tenth picking season, 2011-2012, and honorary member of Maison Naaman pour la Culture (MNAC), Lebanon;
- Diplomă pentru activitatea în slujba idealurilor UNESCO, din partea Federației Române – A.C.C. UNESCO, 2012;
- Premiul Special la Concursul literar de volume ,,Pe valurile Dunării“, pentru vol. ,,Sub steaua câinelui“, Asociația Șansă, ediția 2012-2013;
- Trofeul APOLLON la Concursul Internațional de creație literară ,,Vis de toamnă“, 2013;
- Diplomă de excelență la Concursul literar ,,Limba română este patria mea, 2013“;
- Premiul EMINESCU la Festivalul Internațional de poezie, ,,Mihai Eminescu“, ed. XXII-a, Turnu Severin, 2014;
- Diplomă din partea Societății Culturale ,,Anton Pann“, Râmnicu Vâlcea, 2014;
- Premiul ,,Mihai Eminescu’’ pentru promovarea valorilor temporale dacoromânești, Academia Dacoromână, 2014;
- Premiul III la Festivalul-Concurs de Literatură ,,Alexandru Macedonski“ (secțiunea Poeți consacrați, pentru vol. ,,Cununa de flăcări“, ediția a II-a, Craiova, 2015);
- Premiul II, Festivalul Național de Literatură ,,Vrancea literară“, la secțiunea Poezie, pentru vol. ,,Cununa de flăcări“, Pașcani, 2015;
- Diplomă de excelență în semn de recunoștință pentru profesionalismul și dăruirea față de revista SUD, 2015;
- Diplomă de onoare pentru întreaga activitate desfășurată în domeniul cuvântului scris de la Radio Unirea, Austria, 2015;
- Titlul Scriitor de Onoare al Editurii Rafet, Râmnicu Sărat, 28.11.2015;
- Diploma ,,Nichita Stănescu“ 2016, pentru păstrarea și promovarea valorilor culturale românești, din partea societății Apollon, 31.03.2016;
- Premiul special pentru traducere (lb. engleză), Festivalul internațional de creație literară ,,Titel Constantinescu’’, ed. a IX-a, 2016, Râmnicu Sărat
- Diplomă de excelență (În semn de recunoștință și aleasă prețuire pentru activitatea desfășurată în slujba culturii și spiritualității românești prin intermediul revistei SUD, Asociația pentru Cultură și Tradiție Istorică „Bolintineanu”, Bolintin Vale, 2016);
- Diplomă de onoare și Titlul onorific de OMUL ZILEI pentru sprijinul și contribuția personală la realizarea la nivel național a proiectului Biografic Contemporan DICȚIONARUL PERSONALITĂȚILOR DIN ROMÂNIA, din partea Romanian Biographic Institute, 31.07.2017;
- Diplomă de excelență pentru dedicație și efortul depus la jurizarea lucrărilor Concursului Național de proză Scurtă ,,Nicolae Velea“, ediția I, organizat de revista ,,Arena literară“, București, 2017;
- Diplomă de excelență pentru Literatură la Festivalul Internațional de Literatură ,,Mihai Eminescu“, ediția a XXVIII-a, 11-15 ianuarie 2018 (Drobeta Turnu Severin-Baia de Aramă-Băile Herculane-Orșova);
- Premiul CARTEA ANULUI 2016 a editurii Betta pentru volumul Deriva sentimentelor;
- Trofeul „Cerurile Oltului” pentru poezie, pentru volumele Deriva sentimentelor și Strada Lăcustei, ediția a VIII-a, Râmnicu Vâlcea, mai 2018 (președinte de onoare Mihai Cimpoi);
- Diplomă de excelență pentru dedicație și efortul depus la jurizarea lucrărilor Concursului Național de Poezie „Radu Cârneci”, ediția I, organizat de „Arena literară” și A.D.E. – P.C., 2018;
- Premiul pentru poezie la cea de a XXX-a ediție a Concursului Național de Creație Literară “V. Voiculescu” de la Pârscov, acordat de Centrul Cultural „Alexandru Marghiloman”, pentru  vol. Strada Lăcustei, 2018;
- Diplomă de merit pentru remarcabila participare și sprijin manifestat în promovarea activităților culturale în cadrul Săptămânii Internaționale de Cultură de la Câmpul Românesc, Hamilton, ON, Canada, acordată de Asociația Culturală Română, 9-15 iulie 2018;
- Diplomă acordată de OBSERVATORUL, Cenaclul „Nicăpetre”, apreciind activitatea  culturală, Hamilton-Toronto, 14 iulie 2018, Canada;
- Diplomă de excelență pentru dedicație și efortul depus la jurizarea lucrărilor Concursului Național de Proză Scurtă „Nicolae Velea”, ediția a II-a, 2018, consacrat Marii Uniri;
- Premiul Uniunii Scriitorilor din România, Filiala Poezie, București, pentru volumul Strada Lăcustei, 2018;
- Diploma și Medalia  „CENTENAR” acordate de Societatea culturală Apollon, președinte E.S. George Călin, 2019;
- Premiul pentru vol. Porția de existență la Festivalul național-concurs de poezie „Virgil Carianopol” (poeți consacrați), ediția a XXIV-a, Caracal, 24-25 mai 2019;
- Diplomă de excelență, pentru dedicație și efortul depus la jurizarea lucrărilor Concursului Național de Poezie „Radu Cârneci”, ediția a II-a, 2019;
- PREMIO DI MERITO TEMA LIBERO ESTERO, Concorso di Poesia Internazionale GOCCE DI MEMORIA, Poesia: Continenti di un amore alla deriva, Associatione Culturale Onlus, Italia, 2019;
- Attestato di merito. Sezione Poesia Estera a Victoria Milescu con la poesia „Continenti di un amore alla deriva”, Concorso di poesia Gocce di memoria, V edizione, 2019, Taranto, Italia,  9 iunie 2019;
- Diploma de onoare a Festivalului Internațional „Nopțile de Poezie de la Curtea de Argeș”, 2019;
- Premiul Colocviilor GEORGE COȘBUC – 2019 pentru volumul Porția de existență, editura eLiteratura, București, 2018, ediția a XXXV-a, Bistrița-Năsăud, 2019;
- Premiul Nyusen (Third Prize) at 24th International Kusamakura Haiku Competition in the foreign language category, Japonia, 2019;
- Diplomă de excelență, pentru dedicație și fortul depus la jurizarea lucrărilor Concursului Național de Proză Scurtă „Nicolae Velea”, ediția a III-a/ 2019.